# Denys Coop
Denys Coop é um especialista em efeitos visuais britânico. Venceu o Oscar de melhores efeitos visuais na edição de 1979 por Superman, ao lado de Les Bowie, Colin Chilvers, Roy Field, Derek Meddings e Zoran Perisic.